# Philodromus bosmansi
Philodromus bosmansi este o specie de păianjeni din genul Philodromus, familia Philodromidae, descrisă de Muster și Thaler în anul 2004.
Este endemică în Algeria. Conform Catalogue of Life specia Philodromus bosmansi nu are subspecii cunoscute.